# Potok (Łubno)
Potok – część wsi Łubno w Polsce położona w województwie podkarpackim, w powiecie rzeszowskim, w gminie Dynów.
W latach 1975–1998 Potok administracyjnie należał do województwa przemyskiego